# 조동기 (권투 선수)
조동기(1937년 12월 18일~)는 대한민국의 권투 선수로, 1964년 하계 올림픽에 참가했다.